# Delwood (Wisconsin)
Delwood (también conocida como Dellwood) es un lugar designado por el censo ubicado en el condado de Adams en el estado estadounidense de Wisconsin. En el Censo de 2010 tenía una población de 563 habitantes y una densidad poblacional de 40,52 personas por km².

## Geografía
Delwood se encuentra ubicado en las coordenadas 43°56′42″N 89°55′41″O / 43.94500, -89.92806. Según la Oficina del Censo de los Estados Unidos, Delwood tiene una superficie total de 13.89 km², de la cual 13.56 km² corresponden a tierra firme y (2.39%) 0.33 km² es agua.

## Demografía
Según el censo de 2010, había 563 personas residiendo en Delwood. La densidad de población era de 40,52 hab./km². De los 563 habitantes, Delwood estaba compuesto por el 98.58% blancos, el 0.18% eran afroamericanos, el 0.36% eran amerindios, el 0.18% eran asiáticos, el 0% eran isleños del Pacífico, el 0.18% eran de otras razas y el 0.53% pertenecían a dos o más razas. Del total de la población el 0.18% eran hispanos o latinos de cualquier raza.